# خودلان (خسرو أباد)
خودلان (بالفارسية: خودلان) هي قرية تقع في إيران في قسم خسرو أباد الريفي. يقدر عدد سكانها بـ 221 نسمة بحسب إحصاء 2016.